# Alan Gardiner
Sir Alan Henderson Gardiner (* 29. März 1879 in Eltham; † 19. Dezember 1963 in Court Place, Iffley, Oxford) war einer der bedeutendsten Ägyptologen des frühen 20. Jahrhunderts.

## Leben und Wirken
Gardiner wurde im britischen Eltham geboren, besuchte die Charterhouse School und ging nach Paris um bei Gaston Maspero zu studieren. Unzufrieden mit dessen Unterricht wechselte er an das Queen’s College in Oxford. Er studierte dort unter anderem Hebräisch und Arabisch. Nach dem Ende seines Studiums in Oxford im Jahr 1901 ging Gardiner für zehn Jahre nach Berlin. Dort arbeitete er unter Professor Adolf Erman an der Erstellung des Wörterbuchs der ägyptischen Sprache mit. Seine erste größere Veröffentlichung wurde auch seine bedeutendste, die ägyptische Grammatik, die 1927 erschien. Diese Grammatik enthält neben einem englisch-ägyptischen und einem ägyptisch-englischen Wörterbuch auch die berühmte Gardiner-Zeichenliste, eine Zusammenstellung der wichtigsten Hieroglyphen nach Themengruppen.
Alan Gardiner konnte sich seinen Forschungen ohne anderweitige Verpflichtungen widmen, da sein Vater Henry John Gardiner ihn finanziell unterstützte. Er galt als äußerst fleißig, gönnte sich pro Jahr nur ca. zwei Wochen Urlaub und arbeitete sieben Tage die Woche. Gardiner heiratete 1901 Hedwig von Rosen, mit der er zwei Söhne und eine Tochter hatte. Ihm wurden unter anderem Ehrentitel der Universitäten Cambridge, Durham, Oxford verliehen, 1948 wurde er zum Ritter geschlagen. Seit 1929 war er Mitglied der British Academy, 1943 der American Philosophical Society, und seit 1946 der Académie des Inscriptions et Belles-Lettres. Die Königlich Niederländische Akademie der Wissenschaften (KNAW) nahm ihn 1950 als auswärtiges Mitglied auf. 1957 wurde er in die American Academy of Arts and Sciences gewählt.
Als seine wichtigste Entdeckung betrachtete Gardiner selbst die Entdeckung der protosinaitischen Schriftzeichen, die er für die Vorläufer des phönizischen Alphabets hielt.
Sein Enkel ist der Dirigent und Bach-Kenner John Eliot Gardiner.

## Schriften
- The Admonitions of an Egyptian Sage from a Hieratic Papyrus in Leiden. (Pap. Leiden 334 recto). Hinrichs, Leipzig 1909 (Reprint, 2. Nachdruck: Olms, Hildesheim / Zürich / New York 1990, ISBN 3-487-02129-3).
- Notes on the Story of Sinuhe. Librairie Honoré Champion, Paris 1916.
- Ancient Egyptian Onomastica. Band I—III, Oxford University Press, London 1947.
- Egyptian Grammar. Being an Introduction to the Study of Hieroglyphs. 3rd edition, Oxford University Press, London 1957, OCLC 600806502 (1st edition, Clarendon Press, Oxford 1927).
- The Theory of Proper Names. A Controversial Essay. Oxford University Press, London/New York 1957.
- Egypt of the Pharaohs: an introduction. Clarendon Press, Oxford 1961, ISBN 0-7567-8664-9 (deutsche Übersetzung von Eckart Kißling "Geschichte des alten Ägypten. Eine Einführung". Kröner, Stuttgart 1965, 565 S.).
- The Royal Canon of Turin. Griffith Institute at the University Press, Oxford 1997, ISBN 0-900416-48-3.
- The Kadesh inscription of Ramesses II. Griffith Institute at the University Press, Oxford 1960.